# Héctor Vinent
Héctor Vinent Cháron (Santiago de Cuba, Cuba, 25 de julio de 1972) es un deportista olímpico cubano que compitió en boxeo, en la categoría de peso superligero y que consiguió la medalla de oro en los Juegos Olímpicos de Barcelona 1992 y en Atlanta 1996.

## Palmarés internacional
| Juegos Olímpicos | Juegos Olímpicos         | Juegos Olímpicos | Juegos Olímpicos |
| Año              | Lugar                    | Medalla          | Prueba           |
| ---------------- | ------------------------ | ---------------- | ---------------- |
| 1992             | Barcelona (España)       | Medalla de oro   | Peso superligero |
| 1996             | Atlanta (Estados Unidos) | Medalla de oro   | Peso superligero |